# Bílý odpor
Bílý odpor (white backlash), případně také bílý hněv (white rage), je negativní reakce některých bělochů na rasový pokrok jiných etnických skupin v oblasti práv a příležitostí, jejich rostoucí kulturní paritu, politické sebeurčení nebo dominanci.
Jak uvádí George Yancy, může se také vztahovat k obzvláště niterné negativní reakci některých bělochů na zkoumání jejich vlastních bílých privilegií. Tento typ reakce, který obvykle zahrnuje záměrný rasismus a hrozby násilím, je považován za extrémnější než koncepce Robin DiAngelové, která se týká bílé křehkosti, defenzivity nebo popírání.
Ve Spojených státech se o něm obvykle hovoří v souvislosti s postavením Afroameričanů v americké společnosti, ačkoli se o něm hovoří i v kontextu jiných zemí, včetně Spojeného království a v souvislosti s apartheidem v Jihoafrické republice.

## Sociologie
Obavy bělochů z imigrace a demografických změn jsou běžně uváděny jako hlavní příčiny bílého odporu. Politoložka Ashley Jardinová zkoumala tyto společenské změny jako příčinu bílého odporu a naznačila, že "mnoho bělochů ve Spojených státech začíná mít pocit, že jejich místo na vrcholu pyramidy již není zaručeno a že Spojené státy již nevypadají jako 'bílý národ', kterému dominuje bílá anglosaská protestantská kultura".
V roce 2018 výzkum Kalifornské univerzity v Riverside ukázal, že vnímání "nárůstu latinskoamerické populace" v USA vyvolalo v bílých Američanech "pocit, že je napadena stávající rasová hierarchie, což následně rozpoutalo bílý odpor". Podobně studie z European Journal of Social Psychology ukázala, že informování "bílých britských účastníků" o tom, že počet přistěhovalců ve Spojeném království rychle roste, "zvyšuje pravděpodobnost, že budou podporovat protiimigrační politické kandidáty".
Kevin Drum uvedl, že "podíl nebělošské populace" ve Spojených státech se od roku 1990 zvýšil "z 25 % na 40 %" a že tento demografický posun mohl v posledních letech vyvolat "krátkodobý bílý odpor".

## Regiony

### Spojené státy americké
Jedním z prvních příkladů bílého odporu bylo zvolení Hirama Rhodese Revelse do Senátu Spojených států v roce 1870, kdy se stal prvním Afroameričanem, který byl takto zvolen. Následná reakce zmařila tehdy probíhající rekonstrukci po občanské válce, která se snažila vybudovat mezirasovou demokracii. Podobně byla Bělošská deklarace nezávislosti z roku 1898 (White Declaration of Independence) a s ní spojené povstání reakcí na volební úspěchy černošských politiků ve Wilmingtonu v Severní Karolíně.
K nejznámějším příkladům bílého odporu ve Spojených státech došlo v roce 1964 po přijetí zákona o občanských právech. Mnozí demokraté v Kongresu i sám prezident Lyndon B. Johnson se obávali, že by v reakci na tento zákon mohl vzniknout takový odpor, a Martin Luther King zpopularizoval frázi a pojem "bílý odpor" (white backlash), aby před touto možností varoval. Reakce, před níž varovali, se skutečně dostavila a byla založena na argumentu, že potomci bílých přistěhovalců nezískali výhody, které byly v zákoně o občanských právech přiznány Afroameričanům. Po podepsání zákona o občanských právech se Johnson začal obávat, že by ho reakce bělochů mohla stát vítězství ve volbách v roce 1964. Konkrétně se Johnson obával, že jeho protikandidát Barry Goldwater využije odporu tím, že zdůrazní černošské nepokoje, které v té době zachvátily zemi.
Výrazný bílý odpor vyvolalo také zvolení Baracka Obamy prvním černošským prezidentem Spojených států v roce 2008. V důsledku toho se tento termín často používá právě pro označení reakce vyvolané Obamovým zvolením, přičemž mnozí považují zvolení Donalda Trumpa prezidentem v roce 2016 za příklad "whitelash". Tento termín vznikl jako složenina slov "white" (bílý) a "backlash" (odpor, zpětná reakce) a jeho autorem je Van Jones, spolupracovník CNN, který jím popisuje jeden z důvodů, proč podle něj Trump vyhrál volby.
Hnutí Stop the Steal a útok na Kapitol Spojených států v roce 2021, k němuž došlo v souvislosti s volbami prezidenta USA v roce 2020, byly interpretovány jako znovuzrození myšlenky Lost Cause a projev bílého odporu. Historik Joseph Ellis prohlásil, že mnozí z těch, kdo ignorují roli rasy v Trumpově vítězství ve volbách 2016, následují příkladu propagandistů Lost Cause, kteří tvrdili, že občanská válka byla střetem o ústavní otázky.

### Jihoafrická republika
V roce 1975 se objevily zprávy, že vláda pomalu schvaluje desegregaci komunit kvůli obavám z odporu bílých Afrikánců. V roce 1981 deník The New York Times napsal, že kolegové z kabinetu P. W. Bothy, "citliví na nebezpečí bílého odporu", veřejně uváděli statistiky, které dokazovaly, že na vzdělání bílých dětí se v přepočtu na obyvatele vydává mnohem více peněz než na vzdělání černošských dětí.
V roce 1990, kdy byl apartheid postupně ukončován, napsala Jeane Kirkpatricková, že prezident státu F. W. de Klerk "dobře ví, že několik průzkumů veřejného mínění ukazuje silný bílý odpor proti jeho politice". Koncem 90. let panovaly obavy, že pokud vláda ANC Nelsona Mandely nepovolí, aby se Orania v Severním Kapsku stala nezávislým Volkstaatem, dojde k odporu bílých Afrikánců. V té době již bývalý prezident státu P. W. Botha varoval před afrikánským odporem vůči hrozbám proti afrikánštině.
V roce 2017 John Campbell uvedl, že "možná nevyhnutelně dochází k bílému, zejména afrikánskému, odporu" při odstraňování afrikánských nebo holandských názvů míst, koloniálních soch a afrikánštiny s angličtinou na "historicky bílých univerzitách".